# اوجوک اوبا
اَوَجوک اوبا (به ترکی آذربایجانی: Əvəcükoba) یک منطقه مسکونی در جمهوری آذربایجان است که در شهرستان خاچماز واقع شده است.